# Alex Bos
Alex Bos (19 mei 1994) is een Nederlands voetbalscheidsrechter. Hij is in dienst van de KNVB en leidt per seizoen 2018/19 voornamelijk wedstrijden in de Keuken Kampioen Divisie.
Op 10 mei 2018 werd bekend dat Bos samen met enkele andere scheidsrechters was gepromoveerd tot de Masterclass van het betaald voetbal. Vanaf dat moment kreeg Bos aanstellingen in de Eerste Divisie. Op vrijdag 5 oktober 2018 maakte hij zijn debuut in het betaalde voetbal bij de wedstrijd FC Volendam - RKC Waalwijk (1-0). Tijdens deze wedstrijd gaf hij vijf gele kaarten, waarvan twee voor dezelfde speler, die vervolgens een rode kaart kreeg.
Internationaal scheidsrechter: Sander van der Eijk · Wendy Gijsbers · Serdar Gözübüyük · Lizzy van der Helm · Dennis Higler · Joey Kooij · Allard Lindhout · Danny Makkelie · Marc Nagtegaal · Marisca Overtoom · Shona Shukrula

Nationaal scheidsrechter: Erwin Blank · Pol van Boekel · Alex Bos · Rob Dieperink · Laurens Gerrets · Edwin van de Graaf · Thomas Hardeman · Robin Hensgens · Jochem Kamphuis · Martin van den Kerkhof · Boyd van Kommer · Jannick van der Laan · Jeroen Manschot · Richard Martens · Bas Nijhuis · Ingmar Oostrom · Martin Pérez · Kevin Puts · Jesse Rozendal · Clay Ruperti · Rick Sturm · Stan Teuben · Luuk Timmer · Robin Vereijken · Martijn Vos · Wouter Wiersma